# Edith Charlotte Priceová
Edith Charlotte Priceová (anglicky Edith Charlotte Price) (1872 – 1956) byla anglická šachová mistryně.

## Šachová kariéra
Zvítězila celkem pětkrát (1922, 1923, 1924, 1928, 1948) v Mistrovství Británie v šachu žen, když poprvé v něm startovala již v roce 1912 a v letech 1920 a 1921 ji vítězství jen těsně uteklo. Posledního vítězství dosáhla ve věku 76 let, čímž se stala vůbec nejstarší národní mistryní.
Celkem dvakrát se zúčastnila turnaje o mistryni světa v šachu žen, přičemž nejlépe obsadila 2. místo.

## Výsledky na MS v šachu žen
| Rok  | Turnaj                           | Místo      | Výsledek | Pořadí |
| 1927 | 1. mistrovství světa v šachu žen | Londýn     | +5 -5 =1 | 6.     |
| 1933 | 4. mistrovství světa v šachu žen | Folkestone | +8 -4 =2 | 2.     |